# Arghoul

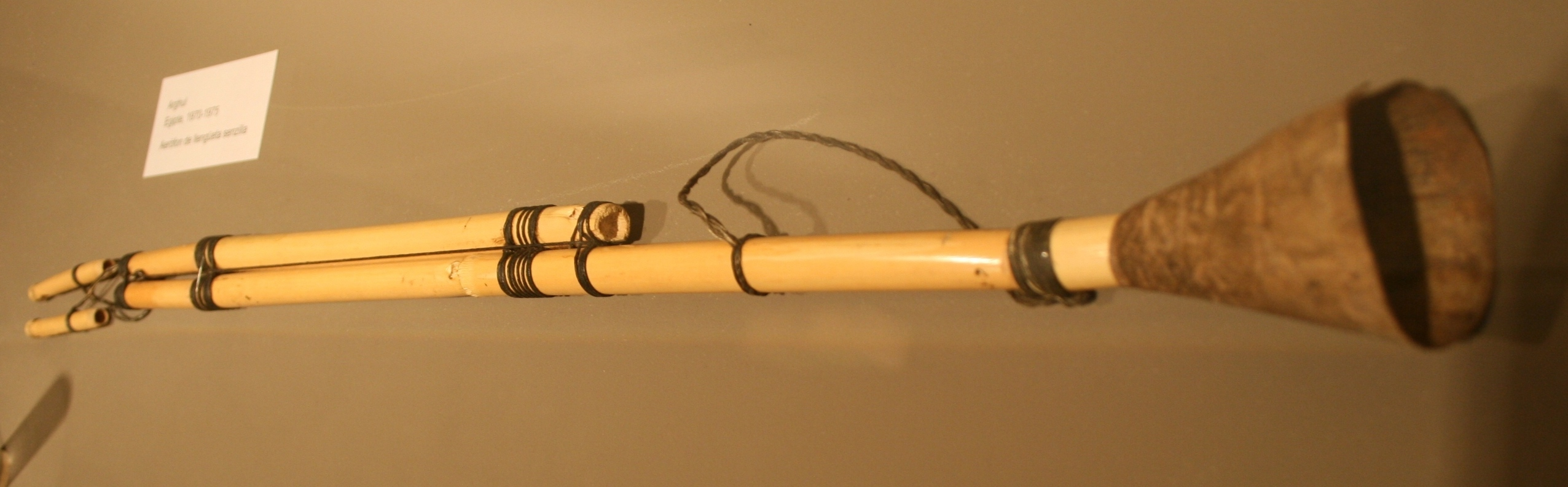
Un arghoul fabriqué dans les années 1970.

Pour les articles homonymes, voir Argol.
L'arghoul, argol ou arghûl (de l'arabe urghûn désignant l'orgue) est un instrument de musique égyptien à vent et à anche simple similaire à une clarinette à double corps. Il produit deux sons simultanés : un son continu ou bourdon et la mélodie.

## Facture
Il est taillé dans du roseau avec six trous de jeu (badan), avec des segments additionnels (rakaks ou lôam) et variables pour le bourdon 'radàd la àrdiah). Le chalumeau s'appelle al balous. 

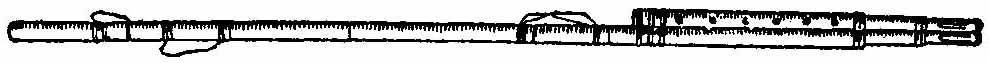
Arghûl (ou arghoul).

On distingue trois types d'arghoul :
- le grand arghoul (arghoul al kebir) dont le bourdon avec ses trois segments peut atteindre la longueur de 2,50 mètres.
- le moyen arghoul (arghoul al soghayr), ou « petit petit (sic) arghoul » en arabe.
- le petit arghoul (arghoul al asghar), ou « plus petit arghoul » en arabe.

## Jeu
C'est un instrument festif dont la sonorité nasillarde porte à des kilomètres à la ronde.